# Promozione 1914-1915
La Promozione 1914-1915 fu un campionato cadetto di calcio disputato in Italia. La manifestazione fu organizzata su base locale dai comitati regionali della FIGC.

## Regolamento
Al campionato poteva iscriversi qualsiasi società, anche di nuova affiliazione, purché in grado di allestire un campo di gioco avente dimensioni superiori al minimo richiesto dalla Federazione, 90x45, e dotato della palizzata in legno che avrebbe loro permesso di far pagare il biglietto d'ingresso. I club, che invece non potevano fornire queste garanzie, potevano iscriversi solo in Terza Categoria.
Sulla base del piano di riforma del campionato elaborato dall'Assemblea federale del 2 agosto 1914, il torneo di Promozione di questa stagione avrebbe dato alle sue sole vincitrici il diritto di ascesa nell'ipotetica Categoria B che avrebbe dovuto attivarsi nel 1915. Lo scoppio della Grande guerra cancellò però tutto, e il regolamento fu poi riscritto dopo l'armistizio nel 1918.

## Piemonte-Liguria
Comitato Regionale Piemontese-Ligure con sede a Torino.

### Partecipanti
Nella seduta del 5 dicembre 1914, il Comitato Regionale Piemontese-Ligure stabilì la disputa di «tre gironi, due piemontesi ed uno ligure a partita e contropartita. Le prime classificate di ogni gruppo s'incontreranno in girone doppio.».

### I gruppo

#### Squadre partecipanti
| Club                       | Città  |
| -------------------------- | ------ |
| U.S. Alta Italia           | Cuneo  |
| Amatori Giuoco Calcio F.C. | Torino |
| A.C. Piemontesi            | Torino |

#### Classifica finale
|       | Pos. | Squadra        | Pt | G | V | N | P | GF | GS | DR |
| ----- | ---- | -------------- | -- | - | - | - | - | -- | -- | -- |
|       | 1.   | Piemontesi     | 6  | 4 |   |   |   |    |    |    |
|       | 2.   | Amatori Torino | 6  | 4 |   |   |   |    |    |    |
| [ 6 ] | 3.   | Alta Italia    | 0  | 4 |   |   |   |    |    |    |

Legenda:
      Ammesso alle finali regionali.
Note:
Due punti a vittoria, uno a pareggio, zero a sconfitta.
In caso di pari punti per le squadre fuori dalla zona promozione era in vigore il pari merito.

#### Calendario
Il calendario fu approvato dal Comitato Regionale Piemontese-Ligure nella seduta del 5 dicembre 1914.
| Andata (1ª) | Andata (1ª)         | Prima giornata     | Ritorno (4ª) | Ritorno (4ª) |
|             |                     |                    |              |              |
| 21 mar.     | 4-0                 | Amatori-Piemontesi | -            | 24 gen.      |
| 21 mar.     | Riposa: Alta Italia |                    |              | 24 gen.      |

| Andata (2ª) | Andata (2ª)        | Seconda giornata    | Ritorno (5ª) | Ritorno (5ª) |
|             |                    |                     |              |              |
| 10 gen.     | -                  | Alta Italia-Amatori | 0-3          | 31 gen.      |
| 10 gen.     | Riposa: Piemontesi |                     |              | 31 gen.      |

| Andata (3ª) | Andata (3ª) | Terza giornata         | Ritorno (6ª) | Ritorno (6ª) |
|             |             |                        |              |              |
| 7 mar.      | 4-1         | Piemontesi-Alta Italia | 2-0          | 28 mar.      |
| 7 mar.      |             | Riposa: Amatori        |              | 7 feb.       |

### II gruppo

#### Squadre partecipanti
| Club            | Città         |
| --------------- | ------------- |
| Astense F.B.C.  | Asti (AL)     |
| Derthona F.B.C. | Tortona (AL)  |
| U.S. Vercellese | Vercelli (NO) |

#### Classifica finale
|       | Pos. | Squadra    | Pt | G | V | N | P | GF | GS | DR |
| ----- | ---- | ---------- | -- | - | - | - | - | -- | -- | -- |
|       | 1.   | Vercellese | .  | 4 |   |   |   |    |    |    |
| [ 6 ] | 2.   | Derthona   | .  | 4 |   |   |   |    |    |    |
| [ 6 ] | 3.   | Astense    | .  | 4 |   |   |   |    |    |    |

Legenda:
      Ammesso alle finali regionali.
Note:
Due punti a vittoria, uno a pareggio, zero a sconfitta.
In caso di pari punti per le squadre fuori dalla zona promozione era in vigore il pari merito.

#### Calendario
Il calendario fu approvato dal Comitato Regionale Piemontese-Ligure nella seduta del 5 dicembre 1914.
| Andata (1ª) | Andata (1ª)      | Prima giornata     | Ritorno (4ª) | Ritorno (4ª) |
|             |                  |                    |              |              |
| 28 mar.     | 1-4              | Astense-Vercellese | -            | 24 gen.      |
| 28 mar.     | Riposa: Derthona |                    |              | 24 gen.      |

| Andata (2ª) | Andata (2ª)        | Seconda giornata | Ritorno (5ª) | Ritorno (5ª) |
|             |                    |                  |              |              |
| 10 gen.     | -                  | Derthona-Astense | -            | 31 gen.      |
| 10 gen.     | Riposa: Vercellese |                  |              | 31 gen.      |

| Andata (3ª) | Andata (3ª)     | Terza giornata      | Ritorno (6ª) | Ritorno (6ª) |
|             |                 |                     |              |              |
| 17 gen.     | 4-0             | Vercellese-Derthona | 4-0          | 21 mar.      |
| 17 gen.     | Riposa: Astense |                     |              | 21 mar.      |

### III gruppo

#### Squadre partecipanti
| Club            | Città       |
| --------------- | ----------- |
| Ardita Juventus | Nervi (GE)  |
| Fiorente F.C.   | Genova (GE) |
| U.S. Genovese   | Genova (GE) |

#### Classifica finale
|  | Pos. | Squadra         | Pt | G | V | N | P | GF | GS | DR |
|  | ---- | --------------- | -- | - | - | - | - | -- | -- | -- |
|  | 1.   | Genovese        | .  | 4 |   |   |   |    |    |    |
|  | 2.   | Fiorente        | .  | 4 |   |   |   |    |    |    |
|  | 3.   | Ardita Juventus | .  | 4 |   |   |   |    |    |    |

Legenda:
      Ammesso alle finali regionali.
Note:
Due punti a vittoria, uno a pareggio, zero a sconfitta.
In caso di pari punti per le squadre fuori dalla zona promozione era in vigore il pari merito.
La polisportiva Ardita Juventus uscì dal calcio con lo scoppio del conflitto planetario.

#### Calendario
Il calendario fu approvato dal Comitato Regionale Piemontese-Ligure nella seduta del 5 dicembre 1914.
| Andata (1ª) | Andata (1ª)      | Prima giornata  | Ritorno (4ª) | Ritorno (4ª) |
|             |                  |                 |              |              |
| 3 gen.      | -                | Fiorente-Ardita | -            | 24 gen.      |
| 3 gen.      | Riposa: Genovese |                 |              | 24 gen.      |

| Andata (2ª) | Andata (2ª)      | Seconda giornata | Ritorno (5ª) | Ritorno (5ª) |
|             |                  |                  |              |              |
| 10 gen.     | -                | Ardita-Genovese  | -            | 31 gen.      |
| 10 gen.     | Riposa: Fiorente |                  |              | 31 gen.      |

| Andata (3ª) | Andata (3ª)    | Terza giornata    | Ritorno (6ª) | Ritorno (6ª) |
|             |                |                   |              |              |
| 17 gen.     | -              | Genovese-Fiorente | 3-2          | 7 feb.       |
| 17 gen.     | Riposa: Ardita |                   |              | 7 feb.       |

### Finali

#### Squadre partecipanti
| Club            | Città         |
| --------------- | ------------- |
| U.S. Genovese   | Genova        |
| A.C. Piemontesi | Torino        |
| U.S. Vercellese | Vercelli (NO) |

#### Classifica finale
|  | Pos. | Squadra    | Pt | G | V | N | P | GF | GS | DR |
|  | ---- | ---------- | -- | - | - | - | - | -- | -- | -- |
|  | 1.   | Vercellese | 4  | 3 | 2 | 0 | 1 | 5  | 2  | +3 |
|  | 2.   | Genovese   | 3  | 3 | 1 | 1 | 1 | 4  | 5  | -1 |
|  | 3.   | Piemontesi | 3  | 4 | 1 | 1 | 2 | 4  | 6  | -2 |

Legenda:
      Promossa nella Prima Categoria 1915-1916 poi non disputata causa guerra.
Note:
Due punti a vittoria, uno a pareggio, zero a sconfitta.
La Vercellese non sopravvisse poi alla Grande Guerra, come neppure le altre due finaliste.

#### Calendario
Fonti
| Andata (1ª) | Andata (1ª)        | Prima giornata      | Ritorno (4ª) | Ritorno (4ª) |
|             |                    |                     |              |              |
| 25 apr.     | 2-2                | Piemontesi-Genovese | 0-2          | 16 mag.      |
| 25 apr.     | Riposa: Vercellese |                     |              | 16 mag.      |

| Andata (2ª) | Andata (2ª)      | Seconda giornata      | Ritorno (5ª) | Ritorno (5ª) |
|             |                  |                       |              |              |
| 2 mag.      | 2-1              | Vercellese-Piemontesi | 0-1          | 9 mag.       |
| 2 mag.      | Riposa: Genovese |                       |              | 9 mag.       |

| Andata (3ª) | Andata (3ª)        | Terza giornata      | Ritorno (6ª) | Ritorno (6ª) |
|             |                    |                     |              |              |
| 23 mag.     | 3-0                | Vercellese-Genovese | n.d.         | 30 mag.      |
| 23 mag.     | Riposa: Piemontesi |                     |              | 30 mag.      |

## Lombardia
Il Comitato Regionale Lombardo allargò alla grande il suo campionato. Alle sei squadre confermate dalla precedente stagione ne vennero aggiunte altre dodici replicando subito a livello regionale lo schema Valvassori-Faroppa di dieci più dieci giornate di gara che avrebbe dovuto essere restaurato anche a livello nazionale nel 1915.

### Girone A

#### Squadre partecipanti
| Club            | Città              | Stadio                |
| --------------- | ------------------ | --------------------- |
| S.S. Aurora     | Busto Arsizio (MI) |                       |
| Legnano F.C.    | Legnano (MI)       |                       |
| Libertas F.B.C. | Gallarate (MI)     |                       |
| Luino F.B.C.    | Luino (CO)         | Campo di Sant'Onofrio |
| Saronno F.B.C.  | Saronno (MI)       |                       |
| Varese F.B.C.   | Varese (CO)        |                       |

#### Classifica finale
|  | Pos. | Squadra  | Pt | G  | V | N | P | GF | GS | DR  |
|  | ---- | -------- | -- | -- | - | - | - | -- | -- | --- |
|  | 1.   | Varese   | 15 | 9  | 7 | 1 | 1 | 24 | 8  | +16 |
|  | 2.   | Saronno  | 13 | 10 | 6 | 1 | 3 | 31 | 14 | +17 |
|  | 3.   | Aurora   | 9  | 9  | 5 | 2 | 2 | 11 | 18 | -7  |
|  | 3.   | Luino    | 9  | 10 | 4 | 1 | 5 | 20 | 19 | +1  |
|  | 3.   | Libertas | 9  | 10 | 4 | 1 | 5 | 12 | 16 | -4  |
|  | 6.   | Legnano  | 2  | 10 | 0 | 2 | 8 | 8  | 31 | -23 |

Legenda:
      Ammesso alle finali per il titolo lombardo.
Note:
Due punti a vittoria, uno a pareggio, zero a sconfitta.

#### Risultati

##### Calendario
| Andata (1ª) | Andata (1ª) | Prima giornata  | Ritorno (6ª) | Ritorno (6ª) |
|             |             |                 |              |              |
| 8 nov.      | 6-1         | Saronno-Legnano | 3-3          | 13 dic.      |
| 8 nov.      | 3-0         | Varese-Luino    | 2-2          | 13 dic.      |
| 8 nov.      | 1-1         | Libertas-Aurora | 0-3          | 13 dic.      |

| Andata (2ª) | Andata (2ª) | Seconda giornata | Ritorno (7ª) | Ritorno (7ª) |
|             |             |                  |              |              |
| 15 nov.     | 2-4         | Legnano-Luino    | 0-6          | 28 feb.      |
| 15 nov.     | 2-1         | Aurora-Saronno   | 0-5          | 28 feb.      |
| 15 nov.     | 1-0         | Varese-Libertas  | 4-0          | 21 mar.      |

| Andata (3ª) | Andata (3ª) | Terza giornata   | Ritorno (8ª) | Ritorno (8ª) |
|             |             |                  |              |              |
| 22 nov.     | 2-0         | Libertas-Legnano | 2-0          | 7 mar.       |
| 22 nov.     | 1-2         | Luino-Saronno    | 1-3          | 7 mar.       |
| 22 nov.     | 0-6         | Aurora-Varese    | n.d.         | 7 mar.       |

| Andata (4ª) | Andata (4ª) | Quarta giornata  | Ritorno (9ª) | Ritorno (9ª) |
|             |             |                  |              |              |
| 29 nov.     | 0-2         | Legnano-Varese   | 0-2          | 14 mar.      |
| 29 nov.     | 5-0         | Saronno-Libertas | 0-2          | 14 mar.      |
| 29 nov.     | 1-2         | Luino-Aurora     | 0-2          | 14 mar.      |

| Andata (5ª) | Andata (5ª) | Quinta giornata | Ritorno (10ª) | Ritorno (10ª) |
|             |             |                 |               |               |
| 6 dic.      | 2-2         | Aurora-Legnano  | 2-0           | 21 mar.       |
| 6 dic.      | 3-2         | Varese-Saronno  | 1-4           | ???           |
| 6 dic.      | 1-0         | Luino-Libertas  | 4-3           | ???           |

##### Tabellone
|          | AUR  | LEG | LIB | LUI | SAR | VAR |
| Aurora   |      | 2-2 | 0-2 | 2-0 | 2-1 | 0-6 |
| Legnano  | 0-2  |     | 0-2 | 2-4 | 3-3 | 0-2 |
| Libertas | 1-1  | 2-0 |     | 3-4 | 2-0 | 0-4 |
| Luino    | 1-2  | 6-0 | 1-0 |     | 1-2 | 0-3 |
| Saronno  | 5-0  | 6-1 | 5-0 | 3-1 |     | 4-1 |
| Varese   | n.d. | 2-0 | 1-0 | 2-2 | 3-2 |     |

### Girone B

#### Squadre partecipanti
| Club                | Città          | Stadio                        |
| ------------------- | -------------- | ----------------------------- |
| Atalanta S.B.G.S.A. | Bergamo        | Campo di via Maglio del Lotto |
| A.C. Enotria        | Milano         |                               |
| A.S. Fanfulla       | Lodi (MI)      | Campo delle Due Chiavi        |
| A.C. Monza          | Monza (MI)     | Campo delle Grazie Vecchie    |
| Pavia F.C.          | Pavia          |                               |
| C.S. Trevigliese    | Treviglio (BG) | Campo di via Milano           |

#### Classifica finale
|  | Pos. | Squadra     | Pt | G  | V | N | P | GF | GS | DR  |
|  | ---- | ----------- | -- | -- | - | - | - | -- | -- | --- |
|  | 1.   | Pavia       | 16 | 10 | 7 | 2 | 1 | 26 | 7  | +19 |
|  | 2.   | Atalanta    | 13 | 10 | 6 | 1 | 3 | 15 | 11 | +4  |
|  | 3.   | Enotria     | 12 | 10 | 5 | 2 | 3 | 18 | 13 | +5  |
|  | 4.   | Trevigliese | 9  | 10 | 4 | 1 | 5 | 20 | 18 | +2  |
|  | 5.   | Fanfulla    | 6  | 10 | 3 | 0 | 6 | 18 | 28 | -10 |
|  | 6.   | Monza       | 4  | 10 | 1 | 2 | 7 | 12 | 32 | -20 |

Legenda:
      Ammesso alle finali per il titolo lombardo.
Note:
Due punti a vittoria, uno a pareggio, zero a sconfitta.

#### Risultati

##### Calendario
| Andata (1ª) | Andata (1ª) | Prima giornata       | Ritorno (6ª) | Ritorno (6ª) |
|             |             |                      |              |              |
| 8 nov.      | 2-1         | Enotria-Atalanta     | 0-1          | 13 dic.      |
| 8 nov.      | 1-4         | Monza-Pavia          | 0-6          | 13 dic.      |
| 8 nov.      | 2-3         | Fanfulla-Trevigliese | 2-4          | 13 dic.      |

| Andata (2ª) | Andata (2ª) | Seconda giornata    | Ritorno (7ª) | Ritorno (7ª) |
|             |             |                     |              |              |
| 15 nov.     | 0-3         | Atalanta-Monza      | 1-0          | 20 dic.      |
| 15 nov.     | 2-1         | Trevigliese-Enotria | 1-3          | ???          |
| 15 nov.     | 4-0         | Pavia-Fanfulla      | 2-1          | 20 dic.      |

| Andata (3ª) | Andata (3ª) | Terza giornata    | Ritorno (8ª) | Ritorno (8ª) |
|             |             |                   |              |              |
| 22 nov.     | 3-0         | Fanfulla-Atalanta | 1-7          | 7 mar.       |
| 22 nov.     | 2-2         | Monza-Enotria     | 3-0          | 7 mar.       |
| 22 nov.     | 0-2         | Trevigliese-Pavia | 1-2          | 7 mar.       |

| Andata (4ª) | Andata (4ª) | Quarta giornata   | Ritorno (9ª) | Ritorno (9ª) |
|             |             |                   |              |              |
| 29 nov.     | 2-1         | Atalanta-Pavia    | 0-0          | 14 mar.      |
| 29 nov.     | 3-0         | Enotria-Fanfulla  | 2-1          | 14 mar.      |
| 29 nov.     | 3-3         | Monza-Trevigliese | 0-5          | 14 mar.      |

| Andata (5ª) | Andata (5ª) | Quinta giornata      | Ritorno (10ª) | Ritorno (10ª) |
|             |             |                      |               |               |
| 6 dic.      | 1-2         | Trevigliese-Atalanta | 0-1           | 17 gen.       |
| 6 dic.      | 4-1         | Pavia-Enotria        | 1-1           | 21 mar.       |
| 6 dic.      | 4-2         | Fanfulla-Monza       | 4-1           | 17 gen.       |

##### Tabellone
|             | ATA | ENO | FAN | MON | PAV | TRE |
| Atalanta    |     | 1-0 | 7-1 | 0-3 | 2-1 | 1-0 |
| Enotria     | 2-1 |     | 3-0 | 3-0 | 1-1 | 3-1 |
| Fanfulla    | 3-0 | 1-2 |     | 4-2 | 1-2 | 2-3 |
| Monza       | 0-1 | 2-2 | 1-4 |     | 1-4 | 3-3 |
| Pavia       | 0-0 | 4-1 | 4-0 | 6-0 |     | 2-1 |
| Trevigliese | 1-2 | 2-1 | 4-2 | 5-0 | 0-2 |     |

### Girone C

#### Squadre partecipanti
| Club                        | Città              | Stadio                      |
| --------------------------- | ------------------ | --------------------------- |
| S.G. Gallaratese            | Gallarate (MI)     |                             |
| S.S. Pro Gorla S.C. Ausonia | Gorlaprecotto (MI) | Campo di Turro Milanese     |
| S.G. Pro Lissone            | Lissone (MI)       | Campo della Palestra        |
| Pro Victoria F.C.           | Monza (MI)         | Campo di via Carlo Cattaneo |
| Victoria Busto              | Busto Arsizio (MI) |                             |
| Vigor                       | Milano             |                             |

#### Classifica finale
|  | Pos. | Squadra           | Pt | G  | V | N | P | GF | GS | DR  |
|  | ---- | ----------------- | -- | -- | - | - | - | -- | -- | --- |
|  | 1.   | Pro Lissone       | 16 | 10 | 7 | 2 | 1 | 23 | 9  | +14 |
|  | 2.   | Ausonia Pro Gorla | 13 | 10 | 4 | 5 | 1 | 20 | 13 | +7  |
|  | 3.   | Victoria Busto    | 12 | 10 | 4 | 4 | 2 | 18 | 13 | +5  |
|  | 4.   | Vigor             | 9  | 10 | 4 | 1 | 5 | 16 | 16 | +0  |
|  | 5.   | Pro Victoria      | 6  | 10 | 2 | 2 | 6 | 13 | 19 | -6  |
|  | 6.   | Gallaratese       | 4  | 10 | 2 | 0 | 8 | 10 | 30 | -20 |

Legenda:
      Ammesso alle finali per il titolo lombardo.
Note:
Due punti a vittoria, uno a pareggio, zero a sconfitta.

#### Risultati

##### Calendario
| Andata (1ª) | Andata (1ª) | Prima giornata                | Ritorno (6ª) | Ritorno (6ª) |
|             |             |                               |              |              |
| 8 nov.      | 3-1         | Vigor-Pro Victoria            | 2-1          | 13 dic.      |
| 8 nov.      | 3-1         | Victoria-Gallaratese          | 3-1          | 13 dic.      |
| 8 nov.      | 1-1         | Pro Lissone-Ausonia Pro Gorla | 2-1          | 13 dic.      |

| Andata (2ª) | Andata (2ª) | Seconda giornata        | Ritorno (7ª) | Ritorno (7ª) |
|             |             |                         |              |              |
| 15 nov.     | 2-1         | Ausonia Pro Gorla-Vigor | 2-2          | ???          |
| 15 nov.     | 0-4         | Gallaratese-Pro Lissone | 0-6          | ???          |
| ???         | 0-2         | Pro Victoria-Victoria   | 1-1          | 20 dic.      |

| Andata (3ª) | Andata (3ª) | Terza giornata                | Ritorno (8ª) | Ritorno (8ª) |
|             |             |                               |              |              |
| 22 nov.     | 1-0         | Pro Lissone-Pro Victoria      | 1-3          | 7 mar.       |
| 22 nov.     | 3-1         | Vigor-Victoria                | 0-2          | 7 mar.       |
| 22 nov.     | 3-0         | Ausonia Pro Gorla-Gallaratese | 3-1          | 21 mar.      |

| Andata (4ª) | Andata (4ª) | Quarta giornata            | Ritorno (9ª) | Ritorno (9ª) |
|             |             |                            |              |              |
| 29 nov.     | 4-1         | Gallaratese-Pro Victoria   | 0-3          | ???          |
| 29 nov.     | 1-2         | Vigor-Pro Lissone          | 0-2          | ???          |
| 29 nov.     | 1-1         | Victoria-Ausonia Pro Gorla | 2-2          | ???          |

| Andata (5ª) | Andata (5ª) | Quinta giornata                | Ritorno (10ª) | Ritorno (10ª) |
|             |             |                                |               |               |
| 6 dic.      | 3-3         | Ausonia Pro Gorla-Pro Victoria | 2-0           | ???           |
| 6 dic.      | 3-1         | Gallaratese-Vigor              | 0-3           | ???           |
| 6 dic.      | 2-1         | Pro Lissone-Victoria           | 2-2           | ???           |

##### Tabellone
|                   | APG | GAL | PLI | PVI | VIC | VIG |
| Ausonia Pro Gorla |     | 3-0 | 1-2 | 3-3 | 2-2 | 2-1 |
| Gallaratese       | 1-3 |     | 0-4 | 4-1 | 1-3 | 3-1 |
| Pro Lissone       | 1-1 | 6-0 |     | 1-0 | 2-1 | 2-0 |
| Pro Victoria      | 0-2 | 3-0 | 3-1 |     | 0-2 | 1-2 |
| Victoria Busto    | 1-1 | 3-1 | 2-2 | 1-1 |     | 2-0 |
| Vigor             | 2-2 | 3-0 | 1-2 | 3-1 | 3-1 |     |

### Girone finale

#### Classifica finale
|  | Pos. | Squadra           | Pt | G | V | N | P | GF | GS | DR  |
|  | ---- | ----------------- | -- | - | - | - | - | -- | -- | --- |
|  | 1.   | Pavia             | 14 | 9 | 6 | 2 | 1 | 25 | 9  | +16 |
|  | 2.   | Ausonia Pro Gorla | 11 | 9 | 4 | 3 | 2 | 14 | 8  | +6  |
|  | 3.   | Varese            | 10 | 9 | 3 | 4 | 2 | 17 | 15 | +2  |
|  | 4.   | Atalanta          | 8  | 9 | 3 | 2 | 4 | 8  | 11 | -3  |
|  | 5.   | Saronno           | 6  | 9 | 1 | 4 | 4 | 11 | 17 | -6  |
|  | 6.   | Pro Lissone       | 5  | 9 | 1 | 3 | 5 | 5  | 20 | -15 |

Legenda:
      Promosso nella Prima Categoria 1915-1916 poi rinviata al 1919-1920 per guerra.
      Promosso d'ufficio in Prima Categoria 1919-1920 dopo la guerra.
Note:
Due punti a vittoria, uno a pareggio, zero a sconfitta.
Il girone finale fu sospeso ad una giornata dal termine per l'entrata in guerra dell'Italia. Il Pavia aveva comunque già vinto matematicamente il campionato.
L'Atalanta e il Saronno furono anch’esse promosse dopo il conflitto vincendo le apposite qualificazioni.

#### Risultati

##### Calendario
| Andata (1ª) | Andata (1ª) | Prima giornata      | Ritorno (6ª) | Ritorno (6ª) |
|             |             |                     |              |              |
| 28 mar.     | 0-0         | Ausonia-Pro Lissone | 3-0          | 2 mag.       |
| 28 mar.     | 2-0         | Pavia-Atalanta      | 2-1          | 2 mag.       |
| 28 mar.     | 2-2         | Varese-Saronno      | 2-2          | 2 mag.       |

| Andata (2ª) | Andata (2ª) | Seconda giornata   | Ritorno (7ª) | Ritorno (7ª) |
|             |             |                    |              |              |
| 4 apr.      | 1-1         | Pavia-Ausonia      | 1-2          | 9 mag.       |
| 4 apr.      | 1-1         | Pro Lissone-Varese | 0-3          | 9 mag.       |
| 4 apr.      | 2-0         | Atalanta-Saronno   | 1-1          | 9 mag.       |

| Andata (3ª) | Andata (3ª) | Terza giornata      | Ritorno (8ª) | Ritorno (8ª) |
|             |             |                     |              |              |
| 11 apr.     | 0-0         | Ausonia-Atalanta    | 0-2          | 16 mag.      |
| 11 apr.     | 1-3         | Saronno-Pro Lissone | 0-0          | 16 mag.      |
| 11 apr.     | 1-1         | Varese-Pavia        | 1-4          | 16 mag.      |

| Andata (4ª) | Andata (4ª) | Quarta giornata   | Ritorno (9ª) | Ritorno (9ª) |
|             |             |                   |              |              |
| 18 apr.     | 1-0         | Saronno-Ausonia   | 2-4          | 23 mag.      |
| 18 apr.     | 1-2         | Pro Lissone-Pavia | 0-9          | 23 mag.      |
| 18 apr.     | 1-2         | Atalanta-Varese   | 0-4          | 23 mag.      |

| Andata (5ª) | Andata (5ª) | Quinta giornata      | Ritorno (10ª) | Ritorno (10ª) |
|             |             |                      |               |               |
| 25 apr.     | 3-2         | Pavia-Saronno        | n.d.          | 30 mag.       |
| 25 apr.     | 1-0         | Atalanta-Pro Lissone | n.d.          | 30 mag.       |
| 25 apr.     | 4-1         | Ausonia-Varese       | n.d.          | 30 mag.       |

##### Tabellone
|                   | ATA  | APG  | PAV  | PLI  | SAR  | VAR  |
| ----------------- | ---- | ---- | ---- | ---- | ---- | ---- |
| Atalanta          | –––– | 2-0  | 1-2  | 1-0  | 2-0  | 1-2  |
| Ausonia Pro Gorla | 0-0  | –––– | 2-1  | 0-0  | 4-2  | 4-1  |
| Pavia             | 2-0  | 1-1  | –––– | 9-0  | 3-2  | 4-1  |
| Pro Lissone       | n.d. | 0-3  | 1-2  | –––– | 0-0  | 1-1  |
| Saronno           | 1-1  | 1-0  | n.d. | 1-3  | –––– | 2-2  |
| Varese            | 4-0  | n.d. | 1-1  | 3-0  | 2-2  | –––– |

## Veneto-Emilia
Comitato Regionale Veneto-Emiliano con sede a Venezia.

### Veneto

#### Squadre partecipanti
| Club           | Città        |
| -------------- | ------------ |
| C.S. Dolo      | Dolo (VE)    |
| Treviso F.C.   | Treviso (TV) |
| I.C. Bentegodi | Verona (VR)  |
| Virtus F.C.    | Venezia (VE) |

#### Classifica finale
|  | Pos. | Squadra          | Pt | G | V | N | P | GF | GS | DR  |
|  | ---- | ---------------- | -- | - | - | - | - | -- | -- | --- |
|  | 1.   | Bentegodi Verona | 10 | 6 | 5 | 0 | 1 | 16 | 4  | +12 |
|  | 2.   | Treviso          | 8  | 6 | 4 | 0 | 2 | 12 | 10 | +2  |
|  | 3.   | Dolo             | 6  | 6 | 3 | 0 | 3 | 13 | 4  | +9  |
|  | 4.   | Virtus           | 0  | 6 | 0 | 0 | 6 | 2  | 25 | -23 |

Legenda:
      Qualificato alla finale per il titolo veneto-emiliano.
Note:
Due punti a vittoria, uno a pareggio, zero a sconfitta.
Inizialmente la classifica finale era la seguente: Verona FBC 10; Treviso FBC 8; Dolo FBC 6; Virtus di Venezia 0. Sennonché il Comitato Regionale Veneto-Emiliano, nella seduta del 1º marzo 1915, constatato che il calciatore Arturo Nespoli del Treviso aveva ottenuto la tessera in modo irregolare dalla FIGC, dichiarò perdute a tavolino al Treviso tutte le partite in cui era stato schierato in campo Nespoli, e modificò conseguentemente la classifica nel seguente modo: Verona FBC 10; Dolo FBC 8; Virtus di Venezia 4; Treviso FBC 2. Successivamente, tuttavia, il Consiglio Federale, preso atto della rettifica della Presidenza Federale, annullò ogni provvedimento disciplinare a carico di Nespoli e del Treviso e mandò al Comitato Regionale Veneto-Emiliano di modificare la classifica del campionato di Promozione ripristinando i risultati e la classifica sul campo.

#### Calendario
Il calendario fu approvato dal Comitato Regionale Veneto-Emiliano nella seduta del 9 dicembre 1914. Per i risultati sono stati consultati Il Resto del Carlino e la Gazzetta di Venezia.
| Andata (1ª) | Andata (1ª) | Prima giornata    | Ritorno (4ª) | Ritorno (4ª) |
|             |             |                   |              |              |
| 20 dic.     | 7-0         | Dolo-Virtus       | 4-0          | 10 gen.      |
| 20 dic.     | 1-3         | Treviso-Bentegodi | 1-5          | 10 gen.      |

| Andata (2ª) | Andata (2ª) | Seconda giornata | Ritorno (5ª) | Ritorno (5ª) |
|             |             |                  |              |              |
| 27 dic.     | 1-4         | Virtus-Treviso   | 0-3          | 17 gen.      |
| 27 dic.     | 1-0         | Bentegodi-Dolo   | 0-1          | 17 gen.      |

| Andata (3ª) | Andata (3ª) | Terza giornata   | Ritorno (6ª) | Ritorno (6ª) |
|             |             |                  |              |              |
| 3 gen.      | 1-2         | Dolo-Treviso     | 0-1          | 31 gen.      |
| 3 gen.      | 0-4         | Virtus-Bentegodi | 1-3          | 24 gen.      |

### Emilia

#### Squadre partecipanti
| Club            | Città         |
| --------------- | ------------- |
| S.C. Jucunditas | Carpi (MO)    |
| Juventus Reggio | Reggio Emilia |
| A. Mantovana C. | Mantova       |
| Reggio F.B.C.   | Reggio Emilia |

#### Classifica finale
|  | Pos. | Squadra         | Pt | G | V | N | P | GF | GS | DR  |
|  | ---- | --------------- | -- | - | - | - | - | -- | -- | --- |
|  | 1.   | Jucunditas      | 10 | 6 | 5 | 0 | 1 | 17 | 1  | +16 |
|  | 2.   | Mantovana       | 8  | 6 | 4 | 0 | 2 | 14 | 8  | +6  |
|  | 3.   | Reggio          | 4  | 6 | 2 | 0 | 4 | 5  | 17 | -12 |
|  | 4.   | Juventus Reggio | 2  | 6 | 1 | 0 | 5 | 4  | 14 | -10 |

Legenda:
      Qualificato alla finale per il titolo veneto-emiliano.
Note:
Due punti a vittoria, uno a pareggio, zero a sconfitta.
Subito al termine del girone la Juventus Reggio e il Reggio si fusero iniziando un processo di aggregazione che dopo la guerra genererà la Reggiana.

#### Calendario
Il calendario fu approvato dal Comitato Regionale Veneto-Emiliano nella seduta del 9 dicembre 1914. Per i risultati sono stati consultati Il resto del Carlino e la Gazzetta di Mantova.
| Andata (1ª) | Andata (1ª) | Prima giornata      | Ritorno (4ª) | Ritorno (4ª) |
|             |             |                     |              |              |
| 20 dic.     | 2-0         | Jucunditas-Juventus | 2-0          | 10 gen.      |
| 20 dic.     | 1-0         | Reggio-Mantovana    | 1-6          | 10 gen.      |

| Andata (2ª) | Andata (2ª) | Seconda giornata     | Ritorno (5ª) | Ritorno (5ª) |
|             |             |                      |              |              |
| 27 dic.     | 1-2         | Juventus-Reggio      | 2-1          | 17 gen.      |
| 27 dic.     | 1-0         | Mantovana-Jucunditas | 0-5          | 17 gen.      |

| Andata (3ª) | Andata (3ª) | Terza giornata     | Ritorno (6ª) | Ritorno (6ª) |
|             |             |                    |              |              |
| 3 gen.      | 0-4         | Reggio-Jucunditas  | 0-4          | 24 gen.      |
| 3 gen.      | 5-1         | Mantovana-Juventus | 2-0 (tav.)   | 24 gen.      |

### Finale per il titolo
|            | Risultati |            | Luogo e data          |  |
| ---------- | --------- | ---------- | --------------------- |  |
| Jucunditas | 2 - 2     | Bentegodi  | Carpi, 7 marzo 1915   |  |
| Bentegodi  | 1 - 0     | Jucunditas | Verona, 14 marzo 1915 |  |
|            |           |            |                       |  |

### Verdetti finali
- Il Bentegodi è campione veneto-emiliano di Promozione 1914-1915.
- Jucunditas promossa in Prima Categoria dopo la guerra come pure il Mantova.

## Toscana

### Squadre partecipanti
| Club                | Città     |
| ------------------- | --------- |
| C.S. Giovanni Gerbi | Pisa      |
| Pontedera F.C.      | Pontedera |

### Calendario
|           | Risultati |           | Luogo e data                |  |
| --------- | --------- | --------- | --------------------------- |  |
| Gerbi     | 5 - 0     | Pontedera | Pisa, 21 febbraio 1915      |  |
| Pontedera | 0 - 8     | Gerbi     | Pontedera, 28 febbraio 1915 |  |
|           |           |           |                             |  |

### Verdetti finali
- Giovanni Gerbi campione toscano di Promozione 1914-15, promosso in Prima Categoria.

## Lazio

### Squadre partecipanti
| Club      | Città |
| --------- | ----- |
| S.S. Alba | Roma  |
| S.G. Roma | Roma  |

### Classifica finale
|  | Pos. | Squadra | Pt | G | V | N | P | GF | GS | DR |
|  | ---- | ------- | -- | - | - | - | - | -- | -- | -- |
|  | 1.   | Roma    | 3  | 2 | 1 | 1 | 0 | 5  | 3  | +2 |
|  | 2.   | Alba    | 1  | 2 | 0 | 1 | 1 | 3  | 5  | -2 |

Legenda:
      Promosso direttamente in Prima Categoria 1919-1920.
Note:
Due punti a vittoria, uno a pareggio, zero a sconfitta.

### Calendario
|      | Risultati |      | Luogo e data           |  |
| ---- | --------- | ---- | ---------------------- |  |
| Roma | 4 - 2     | Alba | Roma, 31 gennaio 1915  |  |
| Alba | 1 - 1     | Roma | Roma, 28 febbraio 1915 |  |
|      |           |      |                        |  |

## Campania

### Squadre partecipanti
| Club           | Città    |
| -------------- | -------- |
| U.S. Bagnolese | Bagnoli  |
| S.S. Napoli    | Napoli   |
| Puteoli S.C.   | Pozzuoli |

### Classifica finale
|  | Pos. | Squadra   | Pt | G | V | N | P | GF | GS | DR |
|  | ---- | --------- | -- | - | - | - | - | -- | -- | -- |
|  | 1.   | Bagnolese | 4  | 4 | 2 | 0 | 2 | 7  | 8  | -1 |
|  | 2.   | Puteoli   | 4  | 4 | 2 | 2 | 0 | 6  | 3  | +3 |
|  | 3.   | Napoli    | 2  | 4 | 0 | 2 | 2 | 6  | 8  | -2 |

Legenda:
      Campione campano di Promozione.
      Promosso direttamente in Prima Categoria 1919-1920.
Note:
Due punti a vittoria, uno a pareggio, zero a sconfitta.
Il campionato fu inizialmente vinto dal Puteoli, ma la vittoria era già sub judice, in quanto «il Comitato Regionale Campano, riunitosi per legalizzare la classifica, in seguito ad incidente sollevato da giuocatori dell'antico Vomero, da tempo sciolto, in ordine allo svolgimento del campionato, ha creduto bene di rimettersi alle decisioni della Federazione». Alla fine il Puteoli fu penalizzato di due punti per il mancato tesseramento di alcuni giocatori, e si rese necessario lo spareggio contro la Bagnolese, vinto da questi ultimi per 1-0.

### Spareggio per il titolo di campione regionale
|           | Risultati |         | Luogo e data          |  |
| --------- | --------- | ------- | --------------------- |  |
| Bagnolese | 1 - 0     | Puteoli | Napoli, 9 maggio 1915 |  |
|           |           |         |                       |  |

### Calendario
| Andata (1ª) | Andata (1ª)    | Prima giornata    | Ritorno (4ª) | Ritorno (4ª) |
|             |                |                   |              |              |
| 10 gen.     | 1-0            | Puteoli-Bagnolese | 3-1          | 31 gen.      |
| 10 gen.     | Riposa: Napoli |                   |              | 31 gen.      |

| Andata (2ª) | Andata (2ª)     | Seconda giornata | Ritorno (5ª) | Ritorno (5ª) |
|             |                 |                  |              |              |
| 17 gen.     | 4-3             | Bagnolese-Napoli | 2-1          | 7 feb.       |
| 17 gen.     | Riposa: Puteoli |                  |              | 7 feb.       |

| Andata (3ª) | Andata (3ª)       | Terza giornata | Ritorno (6ª) | Ritorno (6ª) |
|             |                   |                |              |              |
| 24 gen.     | 2-2               | Puteoli-Napoli | 0-0          | 14 feb.      |
| 24 gen.     | Riposa: Bagnolese |                |              | 14 feb.      |

## Il quadriennio di sospensione bellica
Nel 1919, dopo la fine della grande guerra, si disputarono degli incontri di qualificazione per accedere al campionato di Prima Categoria 1919-1920.

### Verdetti finali
Società ammesse alla Prima Categoria:
Piemonte:
- Amatori Torino, Pastore Torino, Alessandrina e Torinese.

Liguria:
- Grifone, Sampierdarenese, Spes.

Lombardia:
- Atalanta, Ausonia Pro Gorla, Enotria, Legnano, Pavia, Saronno, Trevigliese e Varese.

Emilia:
- Jucunditas, Bolognese, Nazionale Emilia e Mantovana (che chiese di non essere inclusa nei gironi lombardi).

Toscana:
- Giovanni Gerbi.

Lazio:
- Romana.

Campania:
- Pro Caserta, Pro Napoli e Puteoli.